# عباس بحري
عباس بحري ولد في 1 يناير 1955 في تونس العاصمة وتوفي في 10 يناير 2016 في نيويورك، هو رياضياتي تونسي.

## السيرة الذاتية

### التكوين
زاول عباس البحري تعليمه الثانوي في تونس، قبل أن يتجه إلى باريس أين واصل تعليمه العالي في معهد سان لوي. التحق بمدرسة الأساتذة العليا في 1974، مصبحا بذلك أحد أول تونسيين إثنين ينضمون إليها في شعبة الرياضيات. تحصل على الدكتوراه في الرياضيات في 1981 من جامعة بيير وماري كوري في باريس. تقلد منصب أستاذ زائر في جامعة شيكاغو.

### المسار المهني
في 1 أكتوبر 1981، أصبح أستاذ محاضر في الرياضيات في جامعة تونس الأولى، ودرس مادة التحليل الرياضي لطلبة السنة الثانية في الرياضيات والفيزياء. أصبح بعدها أستاذا محاضرا في مركز الرياضيات لوران شوارتز التابع للمدرسة المتعددة التكنولوجية في باريس منذ 1984 ولمدة 8 سنوات.

في 1987، أصبح أستاذا في جامعة روتجرز في الولايات المتحدة، ثم أدار مركز التحليل اللاخطي (Center for Nonlinear Analysis) حتى 2010. منذ 1990، أصبح أستاذ مشارك في قسم الرياضيات التطبيقية في المدرسة الوطنية للمهندسين بتونس واضعا بذلك خبرته على ذمة المدرسة ومقدما دراسات ذو قيمة عالية. كان هو من أطلق لقاءات «الرياضيات التونسية الصيفية» (Mathématiques tunisiennes d'été) في دار الحوت منذ 1998.

في 2014 و2015 قدم دروسا في مدرسة الدكتوراه للمدرسة التونسية للتقنيات.

## الأبحاث
اهتم عباس البحري بحساب المتغيرات والمعادلات التفاضلية الجزئية وهندسة تفاضلية. قدم طريقة النقاط الحرجة في اللانهاية، مما يشكل تقدما أساسيا في حساب الاختلافات (variations).

## الجوائز
- 1989: جائزة فيرما (مناصفة مع كينيث ألان ريبيت) من معهد تولوز للرياضيات لإدخاله أساليب جديدة في حساب الاختلافات (variations).
- 1989: جائزة لانجفان من الأكاديمية الفرنسية للعلوم.

## الحياة الخاصة
تزوج من ديانا نونزيانت (Diana Nunziante) وهي رياضياتية إيطالية في 20 يونيو 1991. أنجبوا 4 أطفال. بالإضافة إلى شغفه بالرياضيات، يهتم البحري بالرسم والتاريخ والأدب والفلسفة والحياة السياسية.

توفي في 10 يناير 2016 في نيويورك نتيجة مرض طويل وصراع معه دام أربع سنوات. واصل أبحاثه لآخر أيام حياته.

## المنشورات
- (بالإنجليزية) Pseudo-orbits of contact forms، دار نشر لونجمان، هارلو، 1988 (ردمك 9780582019911)
- (بالإنجليزية) Critical Points at Infinity in Some Variational Problems، دار نشر لونجمان، هارلو، 1989 (ردمك 9780582021648)
- (بالإنجليزية) Classical and Quantic Periodic Motions of Multiply Polarized Spin-Particles، دار نشر لونجمان، هارلو، 1998 (ردمك 9780582327498)
- (بالإنجليزية) Flow lines and algebraic invariants in contact form geometry، دار نشر بيركاوزر، بوسطن، 2003 (ردمك 9780817643188)
- (بالإنجليزية) Recent progress in conformal geometry مع Yongzhong Xu، دار نشر صحافة الكلية الإمبراطورية، لندن، 2007 (ردمك 9781860947728)